# Jim Corbett nationalpark
Jim Corbett natinalpark är den första nationalparken som inrättades i Indien. Den ligger i delstaten Uttarakhand vid foten av Himalaya. Parken hette i början Hailey nationalpark men senare uppkallades den efter den brittiska jägaren och naturvännen Jim Corbett som hade betydande andel i parkens uppkomst.
Nationalparken täcker en yta av 520 kvadratkilometer och utgör tillsammans med skyddsområdet Sonanadi ett större reservat för tigrar och andra vilda djur. Områdets största flod Ramganga mynnar vid parkens västra gräns i en större sjö. Landskapet kännetecknas av breda dalgångar och många kullar. Ungefär i parkens centrum löper en bergstrakt från väst till öst. Vegetationen utgörs främst av skogar med salträd (Shorea robusta), i bergstrakten förekommer även gransläktet och i slättlandet finns ofta öppna regioner med gräs.
Nationalparkens huvudattraktioner är bengaliska tigrar, leoparder och asiatiska elefanter. Dessutom finns flera andra däggdjur som är typiska för regionen. I vattenansamlingar lever gavialen och sumpkrokodilen, dessutom vistas omkring 580 fågelarter i parken.
För besökare är parken öppen från november till juni.